# 177

## Починали
- Ирод Атик, древногръцки ритор